# Baratro fiscale
Il baratro fiscale (in inglese: fiscal cliff ) in macroeconomia è un tracollo economico che provoca un consistente aumento delle tasse e un drastico abbassamento della spesa pubblica. Il suo effetto è il crollo del prodotto interno lordo (PIL) dello Stato che ha applicato tale misura economica e mandando quindi l'economia in recessione.

## Il dibattito negli Stati Uniti d'America (2012)

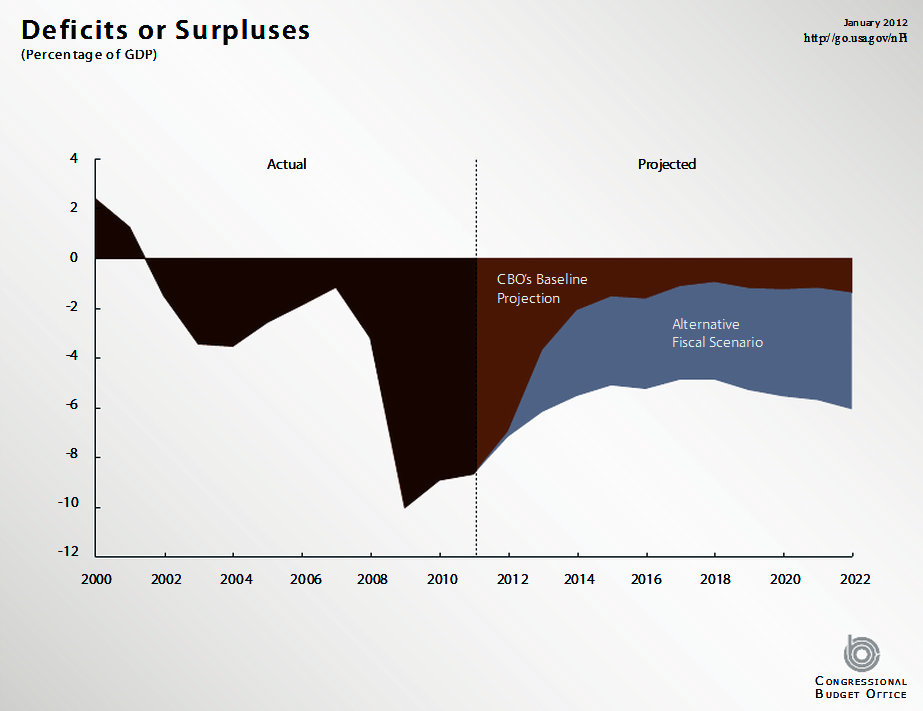
Disavanzi di bilancio previsti fino al 2022.
In rosso: la "linea base CBO" mostra gli effetti del baratro fiscale ai sensi della normativa vigente.
In blu: lo "scenario alternativo" rappresenta ciò che potrebbe accadere qualora il Congresso estendesse i tagli fiscali di Bush e abrogasse la legge di controllo di bilancio e le riduzioni della spesa.

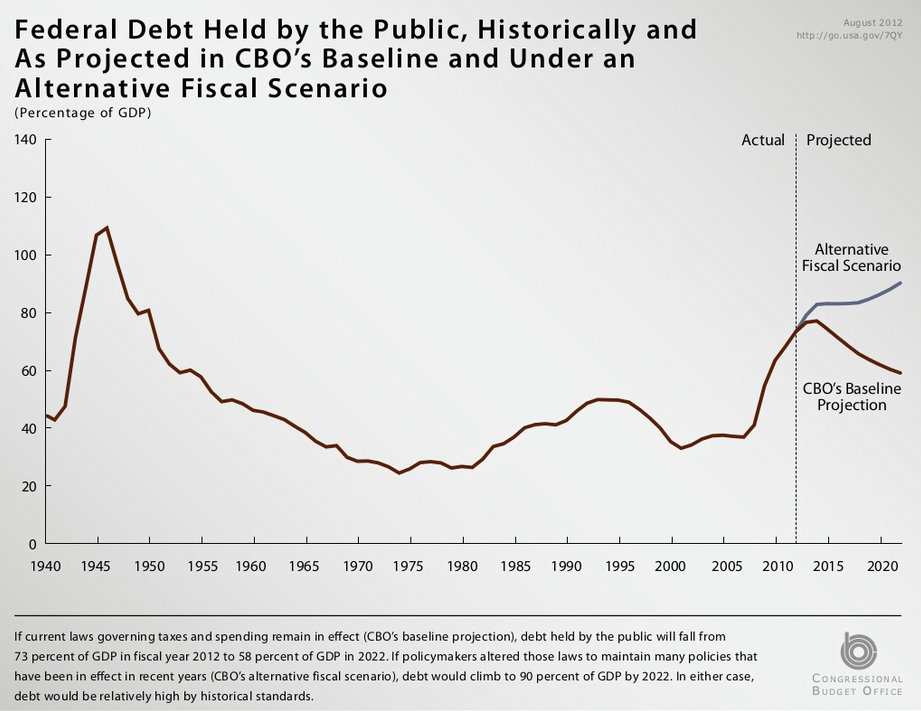
Debito pubblico degli Stati Uniti d'America nel periodo 1940-2022.
La parte destra del diagramma prospetta che cosa accadrebbe al debito se il Congresso:
(a) permette alle attuali leggi di avere effetto e ridurre il deficit (linea base CBO)
(b) estende le attuali politiche, come mantenere i tagli fiscali in atto (l'alternativa).

Gli studi del fine 2012 sugli eventuali effetti che potrebbero ingenerare le decisioni politico/economiche prese dal Congresso come misure di bilancio per l'anno fiscale 2013 sono stati molto dibattuti: stando al dibattito dell'epoca un'eventuale recessione, oltre che danneggiare l'economia delle famiglie americane, rischierebbe di causare un effetto domino aggravando la già pesante e persistente crisi economica globale partita nel 2008. L'economia statunitense è infatti considerata il motore trainante dell'economia mondiale.